# Програмиране по двойки
Програмиране по двойки (от англ. pair programming) е техника в програмирането, при която двама души работят заедно на един компютър. Подобно на автомобилните състезания, програмистът, който пише на компютъра се нарича шофьор (от англ. driver), а навигаторът (navigator) следи работата. Добра практика е на половин час ролите да се сменят.
Чрез програмирането по двойки се постига по-високо качество на кода и по-доброто му познаване от страна на разработчиците. В резултат на този режим на работа се постига по-голяма концентрация върху работата и по-малко разсейване, което води до по-голяма производителност, но и по-голяма умора.
Работата по двойки помага за по-добра комуникация, обмяна на знания, по-добро обмисляне на придобивания опит и не на последно място сближаване в екипа. Техниката често се използва за коучинг на нови разработчици, при което първите няколко месеца новоназначеният е „сянка“ (от англ. shadowing) на опитен човек в екипа.